# Self na psicologia junguiana

O ponto central é o Ego, enquanto o Self é ambos o todo e o ponto central.

O self ou si mesmo, na psicologia junguiana, é um dos arquétipos junguianos, significando a unificação do consciente e do inconsciente em uma pessoa e representando a psique como um todo.
O self, de acordo com Carl Jung, é percebido como o produto da individuação, que na sua opinião é o processo de integração da personalidade. Para Jung, o Self é simbolizado pelo círculo (especialmente quando dividido em quatro quadrantes, chamado quaternidade), o quadrado ou a mandala.

## Centros gêmeos
A ideia de que existem dois centros da personalidade distingue a psicologia junguiana. O ego é visto como o centro da consciência, enquanto o Self é definido como o centro da personalidade total, que inclui a consciência, o inconsciente e o ego; o Self é o todo e o centro. Enquanto o ego é um centro autônomo do círculo contido no todo, o Self pode ser entendido como o círculo maior.

## Emergência do Self
Jung considerou que, desde o nascimento, todo indivíduo tem um senso original de totalidade – do Si mesmo – , mas que, com o desenvolvimento, uma consciência do ego separada se cristaliza a partir do sentimento original de unidade. Esse processo de diferenciação do ego fornece a tarefa da primeira metade do curso da vida, embora os junguianos também considerassem a saúde psíquica dependente de um retorno periódico ao sentido do Self, algo facilitado pelo uso de mitos, cerimônias de iniciação e ritos de passagem.

## Retorno ao Self: individuação
Depois que a diferenciação do ego foi alcançada com sucesso e o indivíduo está firmemente ancorado no mundo externo, Jung considerou que uma nova tarefa então surge para a segunda metade da vida – um retorno e uma redescoberta consciente do Eu: individuação. Marie-Louise von Franz afirma que "os processos reais de individuação – o consciente chegar a um termo com o próprio centro interior (núcleo psíquico) ou o Self – geralmente começam com um ferimento na personalidade". O ego atinge um impasse de um tipo ou de outro; e precisa pedir ajuda para o que ela chamou de "uma espécie de tendência oculta de regulação ou direção ... [um] centro organizador" na personalidade: "Jung chamou esse centro de 'Self' e o descreveu como a totalidade de toda a psique, para distingui-lo do 'ego', que constitui apenas uma pequena parte da psique".
Sob a orientação do Self, surge uma sucessão de imagens arquetípicas, gradualmente aproximando cada vez mais seus aspectos fragmentários do Self da sua totalidade. O primeiro a aparecer, e o mais próximo do ego, seria a sombra ou o inconsciente pessoal – algo que é ao mesmo tempo o primeiro representante da personalidade total e que às vezes pode, de fato, estar em conflito com o Si mesmo. A seguir, aparecerão a Anima e o Animus, a imagem da alma, que novamente, por uma espécie de atalho psicológico, pode ser tomada como idêntica a todo o Self. Idealmente, no entanto, o animus ou anima passa a desempenhar um papel mediador entre o ego e o Self. O terceiro arquétipo principal a emergir é a figura de Mana do velho sábio/velha sábia – um representante do inconsciente coletivo ainda mais próximo do Self.
Depois disso, vem o arquétipo do próprio Self – o último ponto no caminho para a autorrealização da individuação. Nas palavras de Jung, "o Self... abraça a consciência do ego, a sombra, a anima e o inconsciente coletivo em extensão indeterminável. Como uma totalidade, o self é uma coincidentia oppositorum; portanto, é brilhante e escuro e, no entanto, nenhum dos dois". Alternativamente, ele afirmou que "o Self é o homem total e atemporal ... que representa a integração mútua entre consciente e inconsciente". Jung reconheceu muitas imagens de sonho como representando o eu, incluindo uma pedra, a árvore do mundo, um elefante e o Cristo.

## Perigos do Self
Von Franz considerou que "o lado sombrio do Self é a coisa mais perigosa de todas, precisamente porque o Self é o maior poder da psique. Ele pode fazer com que as pessoas 'girem' fantasias megalomaníacas ou outras fantasias ilusórias que as alcançam", de modo que a vítima "pensa com entusiasmo crescente que compreendeu os grandes enigmas cósmicos; portanto, perde todo o contato com a realidade humana."
Na vida cotidiana, o Si mesmo pode ser projetado em figuras poderosas como o estado, Deus, o universo ou o destino. Quando essas projeções são retiradas, pode haver uma inflação destrutiva da personalidade – um contrapeso potencial a isso sendo, no entanto, os aspectos sociais ou coletivos do Self.

## Crítica ao conceito junguiano de Self
Young-Eisendrath e Hall escrevem que "no trabalho de Jung, o self pode se referir à noção de individualidade subjetiva inerente, à ideia de um centro abstrato ou princípio de ordenação central e à descrição de um processo que se desenvolve ao longo do tempo".
Fritz Perls objetou que “muitos psicólogos gostam de escrever o self com um S maiúsculo, como se o self fosse algo precioso, algo extraordinariamente valioso. Eles vão à descoberta do self como uma escavação de tesouros. O self não significa nada além de algo como é definido pela alteridade”.